# Berensch-Arensch
Berensch-Arensch ist ein Stadtteil der niedersächsischen Stadt Cuxhaven.

## Geografie

### Geografische Lage
Berensch-Arensch liegt direkt am Deichvorland. Wälder, Heide, Felder und Salzwiesen prägen die Landschaft. Zahlreiche historische Bauernhöfe bestimmen das Ortsbild.

### Gliederung des Stadtteils
- Arensch
- Berensch

## Geschichte

### Eingemeindungen
Die Gemeinden Arensch, Berensch, Cuxhaven, Döse, Duhnen, Groden, Gudendorf, Holte, Insel Neuwerk, Oxstedt, Ritzebüttel, Sahlenburg, Spangen, Stickenbüttel, Süder- und Westerwisch gehörten bis 1864 dem hamburgischen Amt Ritzebüttel und danach der Landherrenschaft Ritzebüttel an. 1926 gingen die Gemeinden Arensch, Berensch, Duhnen, Groden, Gudendorf, Holte, Insel Neuwerk, Oxstedt, Sahlenburg, Spangen, Stickenbüttel, Süder- und Westerwisch in der Landherrenschaft Hamburg auf. Mit dem Groß-Hamburg-Gesetz vom 1. April 1937 gingen die Gemeinden Arensch, Berensch, Gudendorf, Oxstedt, Sahlenburg, Holte und Spangen an den Landkreis Land Hadeln, Regierungsbezirk Stade der preußischen Provinz Hannover.
Die Gemeinde Berensch-Arensch wurde am 1. Februar 1971 in die Stadt Cuxhaven eingemeindet. Die Gemeinde hatte eine Fläche von 15,62 km².

### Einwohnerentwicklung
| Jahr      | 1866 | 1871 | 1910 | 1925 | 1933 | 1939 | 1950 | 2018 |
| --------- | ---- | ---- | ---- | ---- | ---- | ---- | ---- | ---- |
| Einwohner | 205  | 200  | 190  | 209  | 303  | 338  | 682  | 382  |

(Quellen: 1866–1871, 1910, 1925–1939, 1950)

## Politik

### Stadtrat und Bürgermeister
Der Ort Berensch-Arensch wird vom Cuxhavener Stadtrat vertreten.

### Ortsvorsteher
Der Ortsvorsteher von Berensch-Arensch ist Reinhard Hasenkampf (parteilos).

### Wappen
Der Entwurf des Kommunalwappens von Berensch-Arensch stammt von dem Heraldiker und Wappenmaler Albert de Badrihaye, der zahlreiche Wappen im Landkreis Cuxhaven erschaffen hat.
| Wappen von Berensch-Arensch | Blasonierung: „In Blau über einem goldenen Eichenblatt im Schildfuß eine nach rechts und eine nach links strebende silberne Möwe, die Flügel senkrecht gespreizt, die hinteren Rumpfteile sich überschneidend.“ |
| Wappen von Berensch-Arensch | Wappenbegründung: Die Möwen versinnbildlichen die Lage der ehemaligen Gemeinde an der Nordseeküste. Das Eichenblatt weist darauf hin, dass hier, als Besonderheit, der Eichenwald bis an die Küste reicht.      |

## Kultur und Sehenswürdigkeiten
Baudenkmale